# Графенау (Вюртемберг)
Графенау (нем. Grafenau) — община в Германии, в земле Баден-Вюртемберг.
Подчиняется административному округу Штутгарт. Входит в состав района Бёблинген. Население составляет 6516 человек (на 31 декабря 2010 года). Занимает площадь 13,04 км².
Коммуна подразделяется на 2 сельских округа.